# Jämtlands motorklubb
Jämtlands Motorklubb är en svensk motorklubb med verksamhet inom bilsport och motorcykelsport. Klubben äger Östersunds motorstadion och är medlem i Svenska Bilsportförbundet och Svenska Motorcykel- och Snöskoterförbundet
Jämtlands MK grundades 1924 med rally på programmet. 2021 har klubben bilgrenarna rally, rallycross, folkrace, karting och radiostyrd bilsport samt mc-grenen isracing, 

## Rally
Under många år var Jämtlands MK en av organisatörerna till Midnattssolrallyt som kördes 1950-1964. Sedan har klubbens främsta tävling varit Jämtrallyt. Bland förarna på senare år märks Patrik Sandell, juniorvärldsmästare 2006.

## Speedway
Speedwaylaget Jämtarna är Sveriges nordligaste speedwaylag och tävlar 2008 i division 2 norra.

## Isracing
Jämtlands MK tillhör högsta serien i isracing och arrangerar tävlingar på internationell nivå. I januari 2007 kördes en VM-semifinal på Östersunds motorstadion. Bland de främsta förarna genom tiderna kan nämnas Tommy Lindgren, lagvärldsmästare 1985 tillsammans med Per-Olof Serenius och Erik Stenlund